# 宮谷重雄
宮谷 重雄（みやたに しげお、1917年（大正6年）8月22日 - 1991年（平成3年）3月6日）は日本の建築家、建築積算士。建築積算設計事務所の二葉積算を創設。元日本積算協会会長。旧満州・大連生まれ。昭和30年代から積算業を日本に根付かせ、また英国の積算士(QS：w:Quantity surveyor)の業務を日本に広く紹介した人物。

## 人物経歴
父親は南満州鉄道大連駅助役。この関係で、内地（日本本土）に渡るまで旧満州で暮らす。
1935年（昭和10年）、早稲田大学理工学部建築学科に入学。同級生には吉阪隆正がいる。
1941年（昭和16年）、大学卒業。満州拓殖公社建築技師補。1943年（昭和18年）、北支派遣軍戦車第三師団司令部主計部配属、見習士官。配属先の命令により既存の民家を改造しての兵専用慰安所工事業務に従事。
終戦後1年間の捕虜生活を送り、1946年（昭和21年）復員。
大学時代の恩師の勧めで農林省に入省。大工教育を担当。その後中堅ゼネコンに就職するが倒産。進駐軍関連の建設工事請負により建設途中での倒産でしたので、物件の業者引渡しのために出来高査定等残務整理。この後、銀座の裏通りの店舗設計専門の建築設計に従事。キャバレーオペラハウス（新宿, 1956年（昭和31年））などを手がけるが、大規模負債を抱え再び倒産。同年「二葉建築事務所」を設立。同級生吉坂隆正の助言より積算業務を兼務。1965年（昭和40年）社名「二葉建築積算事務所」、その後「二葉積算」と改名。
1964年（昭和39年）前川國男の薦めもあり、日本建築家協会にコンタクトを取ってもらい英国のRICSを訪問。SMM（w:Standard Method of Measurement、英国標準数量積算基準）やBQ（数量明細）についての情報を持ち帰ると同時に、QS業務の実体を知る。RICSが1922年に制定した建築数量積算基準の存在は、日本を始め各国基準のひな形になったと言ってよいほど、世界的に知られていた。帰国後、啓蒙活動を展開。その後1967年、初期の日本建築積算協会（BSIJ）の前身である「日本建築積算事務所協会」設立に参加。積算基準の制定等々に尽力。こうして日本の建築積算基準は英国SMMが端緒となっている。

## おもな著書
共著
- 建築の積算マニュアル : 数量算出の実務 鹿島出版会 1987.4 改訂2版
- 建築の積算マニュアル 鹿島出版会 1982 現代建設実務大系
- 建築の積算マニュアル : 数量算出の実務 鹿島出版会 1978.3 改訂版
- 建築の積算マニュアル : 数量算出の実務 鹿島研究所出版会 1971
- 組積工事 現代建設実務大系 鹿島出版会 1982
- 組積工事 全訂新版 建築施工講座 6 鹿島出版会 1979.
- 組積工事 建築施工講座 6 鹿島出版会 1967.12
- コンクリート・鉄筋コンクリート工事  : 建築施工講座4, 鹿島出版会.
- 防水工事 現代建築実務大系 鹿島出版会（10 章　積算および歩掛）
- 鉄骨工事 建築施工講座 3　全訂新版 1979

単著
- 中国の建築事情(建築経済-193-) 建築文化 (340), p178-179, 1975年2月号
- 吉阪を思う (建築雑誌 96(1175), A37, 1981年2月号
- "建築数量積算基準"の制定とその意義 (建築積算近代化の最近の動向--その背景・現実・可能性)建築雑誌 93(1142), p29-31, 1978年10月号
- 私の受けた建築教育 (私の受けた建築教育) (私の受けた建築教育・II)建築雑誌 91(1106), 435, 1976年4月号
- コスト把握の新たな試みと積算業務将来への展望 (建築のコスト(特集))　建築雑誌 81(964), 71-75, 1966年2月号
- コストとバリュー（建築雑誌 76(905), 641-644, 1961年11月号
- 「洋治を思う」(渡邊洋治建築作品集所収、渡邊洋治建築作品集刊行委員会：編 新建築社, 1985